# Pourtalesia debilis
Pourtalesia debilis ist ein Vertreter der irregulären Seeigel aus der Familie Pourtalesiidae. Die benthische Art bewohnt die Weichsedimente in der Tiefsee und ist im Antarktischen Ozean in Meerestiefen zwischen 192 und 6290 m gefunden worden.

## Merkmale
Die Pourtalesiiden sind irreguläre Seeigel, d. h. die Tiere sind sekundär bilateral-symmetrisch. Die bisher untersuchten Exemplare von Pourtalesia debilis erreichten eine Länge von 26 mm. Das Gehäuse der flaschenförmigen Tiere ist weniger als halb so breit wie lang. Die anteriore Oberfläche ist konvex. Posterior läuft das Gehäuse zu einem rundlichen Rostrum aus, das von einer Subanalfasziole umgeben ist. Die Stacheln sind glatt und verlaufen in kurzen Reihen entlang den Seiten des Tieres.
Die Laterne des Aristoteles, die für die meisten Seeigel charakteristisch ist und dem Aufnehmen und Zerkleinern von Nahrungspartikeln dient, fehlt diesen Tieren.

## Ökologie
Die irregulären Tiefsee-Seeigel sind Detritusfresser, die den aus oberen Wasserschichten herabsedimentierenden Meeresschnee verzehren. Sie fressen den Sedimentschlamm und filtern die für sie nutzbaren Nährstoffe heraus.